# Ріхард Зариньш
Ріхард Зариньш (латис. Rihards Zariņš; *27 червня 1869, Кочені — 21 квітня 1939, Рига) — видатний латвійський графік.

## Життя
Ріхард Зариньш народився у Кочені, зростав у Лигатне, а пізніше у Гріві. Навчався у школі Штігліца мистецтву технічного малюнку, згодом в Санкт-Петербурзькому університеті, який закінчив у 1895 році. Згодом він продовжив навчання в Берліні, Мюнхені, Відні, де він вивчав літографію, та Парижі, де він відточував свої навички акварельного та пастельного малюнку.
Він повернувся до Росії, де був працевлаштований у Російському Імперському монетному дворі в Санкт-Петербурзі протягом 20 років, на посаді технічного директора. З 1905 року він був відповідальним за дизайн державних грошових банкнот. В 1919 році він повернувся знову до незалежної Латвії, де був призначений на посаду урядового монетного двору. Він займав цю посаду понад 14 років та звільнився на початку 1934 року. Після серцевого нападу він втратив здатність розмовляти, але продовжував малювати до останніх днів свого життя.

## Творчість
Зариньш був одним з найбільш відомих латвійських графіків. Його перші роботи з'явилися на початку 1890-х років у тодішньому популярному латвійськомовному журналі «Austrums (Схід)», коли він ще був студентом у школі Штігліца. Він присвятим велику кількість часу вивченню народних орнаментів, і під його керівництвом, державні видавництва створили монументальні роботи латвійського декоративно-прикладного мистецтва.
Впродовж своєї кар'єри митець створив багато поштових марок Російської імперії, РРФСР, Білоруської Народної Республіки та Латвії. Він є автором перших радянських марок випущених у 1918.
Зариньш був плідним митцем, який створив багато ілюстрацій до книг, гравюр та літографій. До його творчої спадщини також належать малюнки, малюнки акварелю, та карикатури. До його робіт прикладного мистецтва належить розробка латвійського герба, а також кількох банкнот, які випускав монетний двір, та монет — латвійських лат.

## Галерея

Бій земгала з хрестоносцем (1920)
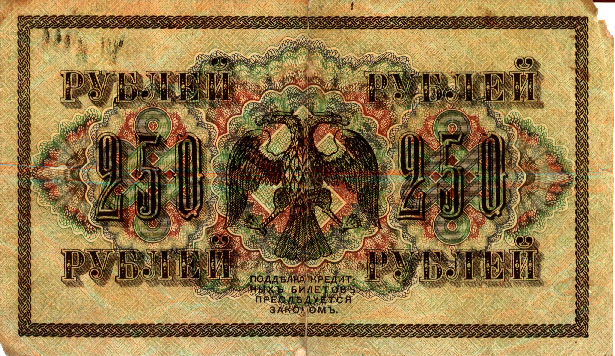
250-рублева банкнота випущена Тимчасовим урядом у 1917 році була розроблена Зариньшом
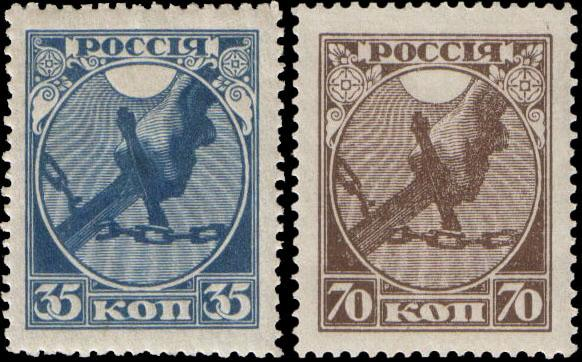
Перші поштові марки Радянської Росії, 1918
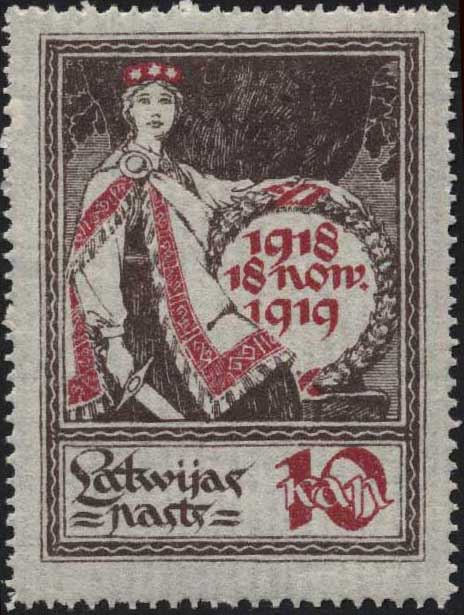
Латвійська поштова марка, 1919
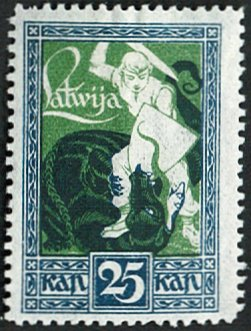
Латвійська поштова марка, 1919